# Thetis et Pelée
För Uttinis opera, se Thetis och Pelée.

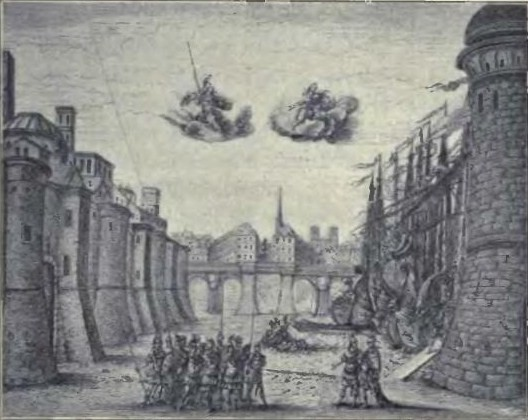
Scen ur första akten av operan "Thetis et Pelée". Paris 1689.

Thetis et Pelée är en opera som skapades i Frankrike år 1689 med text av Bernard le Bovier de Fontenelle och musik av Pascal Collasse. 

## Handling
Pjäsen är en mytologisk opera där människan Pelée (Peleus) rivaliserar om havsgudinnan Thetis, som älskar honom tillbaka, mot gudarna Jupiter och Neptunus. Den gav rum för många övernaturliga inslag och sceniska effekter.